# Начрепа
Начрепа (осет. Начърепа, груз. ნაკრება — Накреба) — село в Закавказье, расположено в  Дзауском районе Южной Осетии, фактически контролирующей село; согласно юрисдикции Грузии — в Онском муниципалитете. 
Относится к Кировской сельской администрации в РЮО.

## География
Село расположено на левом берегу реки Джоджора (Стырдон), в 3 км к северо-востоку от города Квайса и в 1 км к юго-западу от села Киров.

## Население
В 1987 году в селе Накреба проживало 300 человек. По переписи 2015 года численность населения с. Начрепа составила 117 жителей. 

## Топографические карты
- Лист карты K-38-52 Джава. Масштаб: 1 : 100 000. Состояние местности на 1987 год. Издание 1989 г.